# Ticinese
Il quartiere Ticinese è un quartiere   di Milano appartenente al Municipio 1 e al NIL n. 6 "Porta Ticinese - Conca del Naviglio",  congiunto a piazza del Duomo da via Torino.

## Storia
Il quartiere ha avuto uno sviluppo fondamentalmente lineare lungo l'antica strada che portava a Pavia, dal cui nome antico, Ticinum, deriva il proprio toponimo. Un tempo era uno dei quartieri propriamente popolari di Milano, tanto da caratterizzarsi per le tipiche case a ringhiera, rivalutate e imborghesitesi col tempo. Fino ai primi decenni del Novecento la zona era ad elevata densità, per essere poi ridisegnata negli anni trenta, con lo sventramento della  Vetra e la successiva realizzazione del parco delle Basiliche, nonché la demolizione dell'isolato interposto fra le Colonne di San Lorenzo e la vicina basilica.

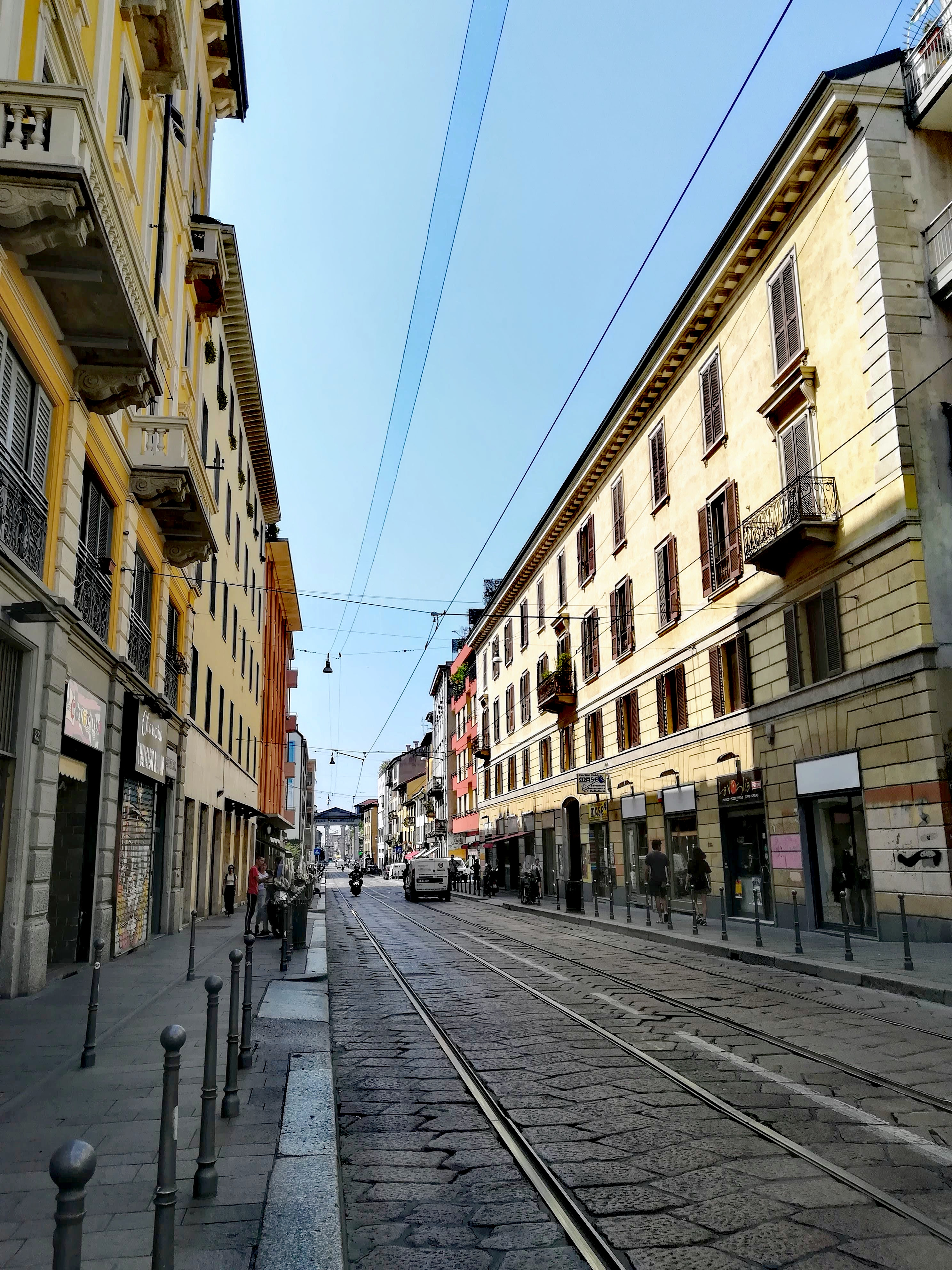
Il corso di Porta Ticinese durante il periodo estivo.

Il quartiere Ticinese è famoso per l'omonima porta e per le Colonne di San Lorenzo, uno dei poli della vita notturna milanese, ma anche per la limitrofa zona dei Navigli.

## Galleria d'immagini

Un vecchio isolato si ergeva fra le Colonne e la basilica, anno 1925
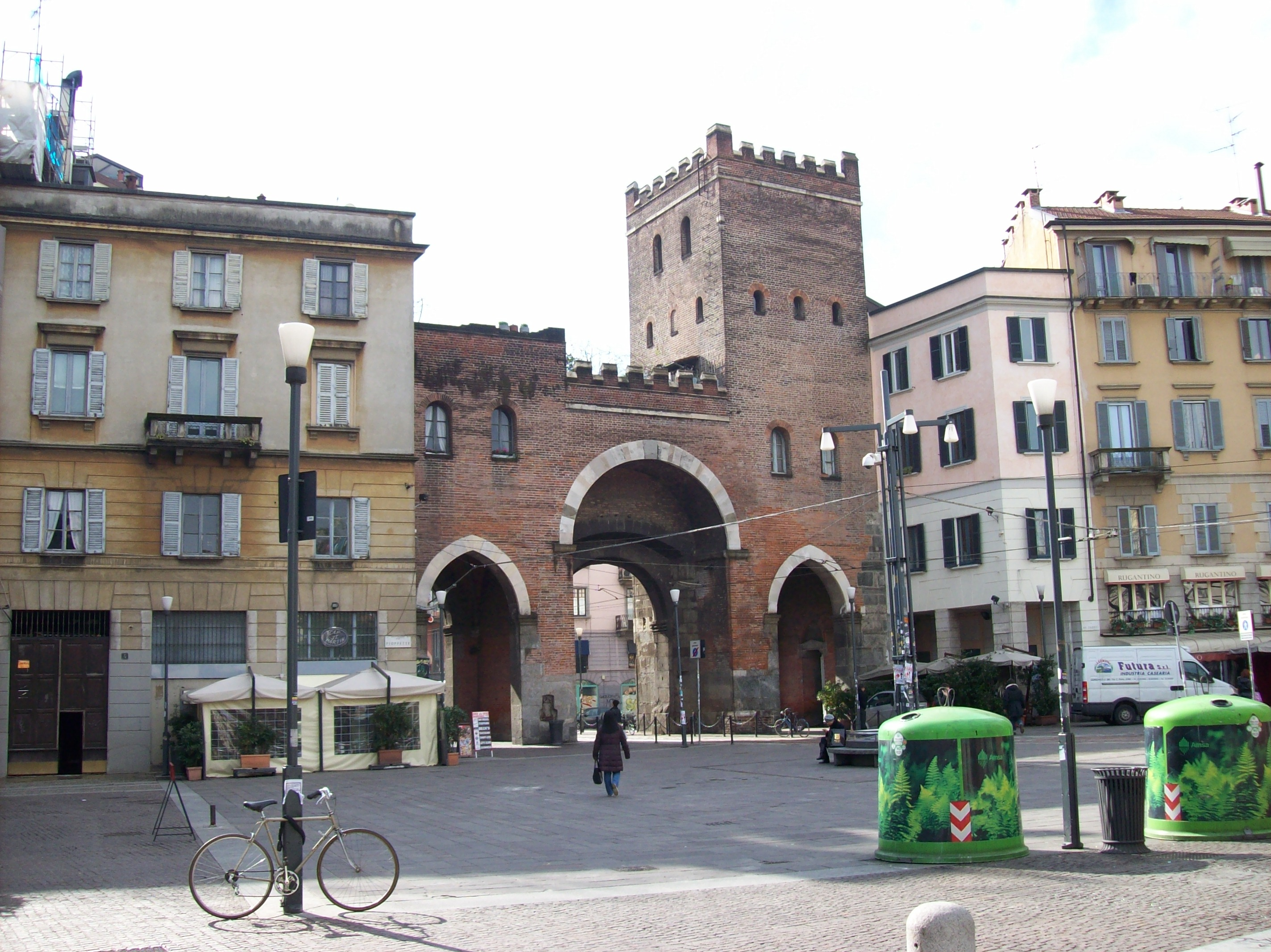
La porta medievale alle colonne di San Lorenzo, centro del quartiere
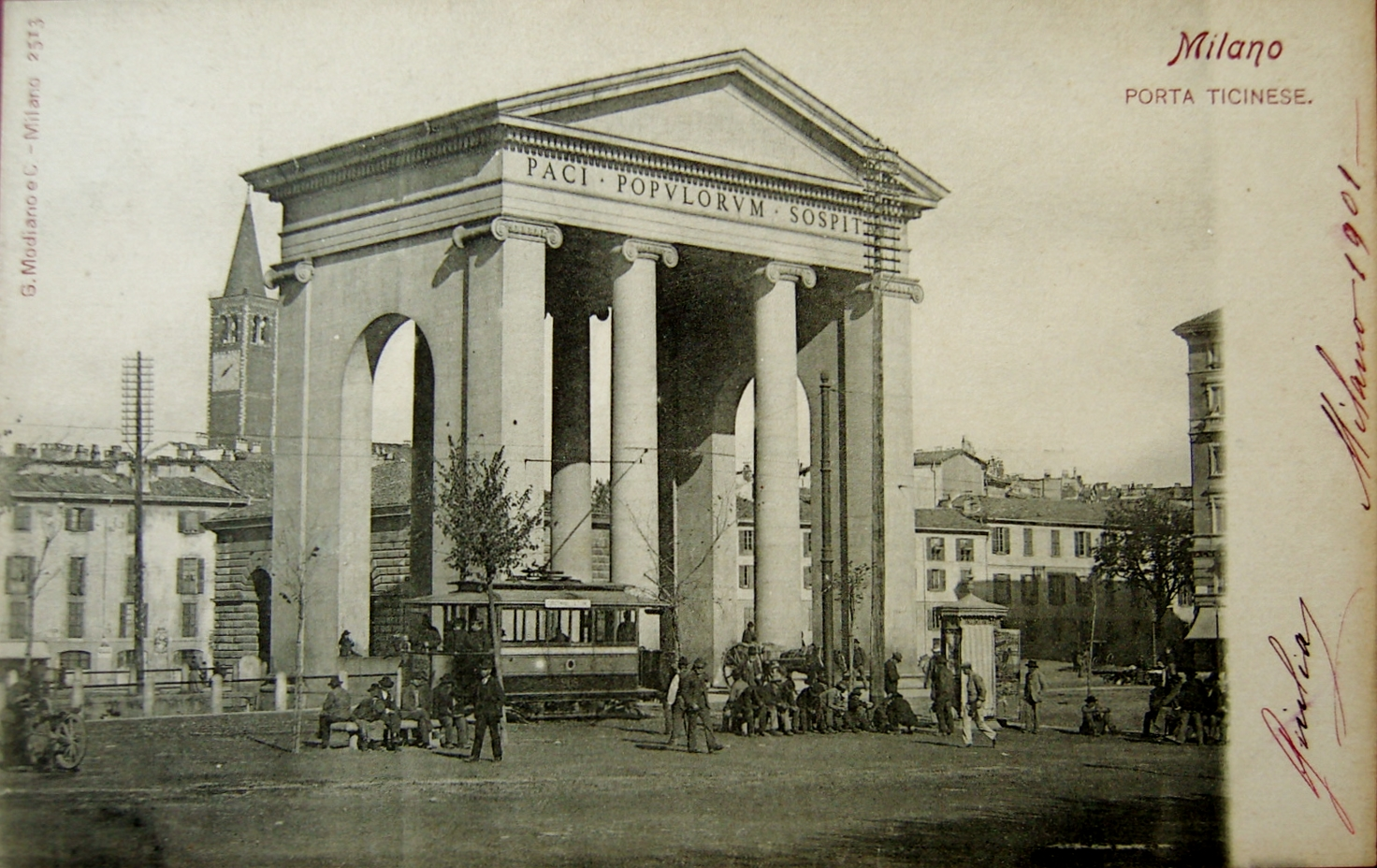
La Porta Ticinese di epoca napoleonica in  piazza XXIV Maggio, confine sud del quartiere